# Llorca
Pour les articles homonymes, voir Llorca (homonymie).
Ludovic Llorca (né en 1974) est un DJ et producteur français de musique électronique et jazz.

## Biographie
Ludovic Llorca naît en 1974 dans le nord de la France. Il est le fils d'une mère férue de musique, en particulier de musique noir-américaine comme le funk, la disco ou la soul et d'un père analyste-programmeur (métier peu répandu à cette époque). Ainsi, il est très tôt plongé dans l'univers de la musique, et il commence à appréhender la création musicale sur ordinateur (Commodore 64 et Amiga), auxquelles il a accès dès 11 ans, et qu'il utilise pour créer de ses premières compositions pour jeux vidéo dès 14 ans.
En 1991, il fait la rencontre déterminante de David Duriez qui l'initie et le pousse vers le DJing : avec lui, Llorca sort quelques EP sur le précurseur label lillois Peek-a-Boo, tandis qu'il commence à se faire connaître pour ses sets où se mélangent house, funk et techno. En 1997, il rejoint le label F Communications, sur lequel il sort trois EP. En parallèle, il s'investit en 1999 avec David Duriez dans le label Brique Rouge, qui cherche à s'écarter de l'aspect commercial de la musique électronique.
En 2001, Llorca sort son premier album studio, intitulé New Comer, qui est un succès critique et commercial, comptant 50 000 exemplaires vendus le 5 juillet 2001. À la suite de cet album, Llorca commence une tournée qui dure plus de 3 ans et au cours de laquelle il se produit dans de nombreux et populaires festivals comme le Montreux Jazz Festival, le Nice Jazz Festival ou Les Vieilles Charrues.
Après la sortie d'une compilation de mixes My Playlist en 2005 chez Wagram Music, Llorca choisit de se concentrer sur le remix en travaillant pour de nombreux labels, en plus de Brique Rouge. Il utilise désormais d'autres alias comme, le plus connu, Art of Tones sous lequel il signe chez 20:20 Vision ou encore Room With a Wiew. Ainsi, sous le pseudonyme de Miamik, il sort le morceau Insatiable.

## Discographie

### Albums studio
- 2001 : New Comer (F Communications)
- 2006 : My Playlist (Wagram Music)
- 2017 : The Garden (Membran)

### EP
- 1998 : Computer People (F Communications)